# Payo (no gitano)

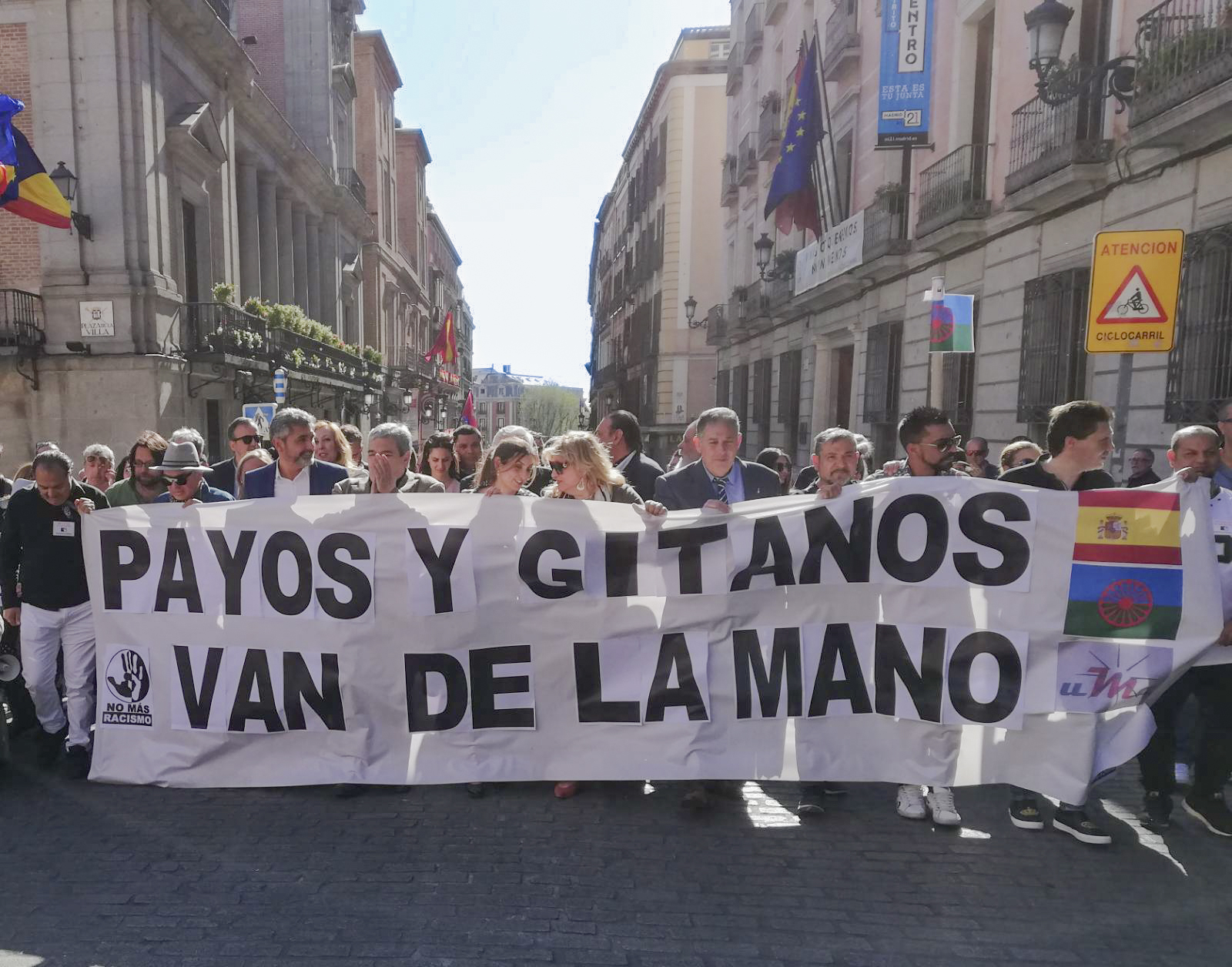
Manifestación contra la intolerancia en Madrid, en 2019.

En la cultura gitana de España, payo o paya es un término usado para referirse a una persona étnicamente no gitana. En un sentido más amplio, puede hacer referencia a un individuo en general, un hombre o un tío. Aparece por primera vez documentada a finales del siglo XVI en textos de germanía.
La denominación payo/a es un préstamo, es decir, no tiene un origen lingüístico romaní. Según los lingüistas Coromines y Pascual, provendría del nombre de pila gallego Paio, equivalente del castellano Pelayo, que en la antigua tradición popular (así como en los refranes) se usa como nombre genérico para referirse a la gente del campo. Otras teorías lo trazan, sin embargo, al término catalán pagès ('aldeano', 'campesino'), ya que los primeros en la Península en contactar con los gitanos fueron los habitantes catalanoparlantes de la Corona de Aragón en el siglo XV. Ambas etimologías sugieren una relación con el aspecto «campesino» de los no-gitanos. El motivo puede hallarse en el mismo modo de vida de los antiguos gitanos, esencialmente nómadas, en opuesto al no-gitano, que posee tierras o que las cultiva y por lo tanto es sedentario.
Es posible que en un principio payo/a tuviese un sentido despectivo (en el sentido de 'rústico', 'cateto' o 'ingenuo'), y de hecho en varios textos gitanescos del siglo XIX, se puede encontrar payo acompañado de jilí ('infeliz') o panoli ('alelao'). No obstante, en la actualidad ha perdido totalmente esta característica peyorativa, y se usa de manera habitual en el habla común, en los medios de comunicación e incluso en entornos académicos cuando se tratan temas sobre el contexto gitano. Se usa tanto por los gitanos como por los mismos payos. A los idiomas catalán y gallego ha pasado como paio o paia.

## Otros términos
Otros términos equivalentes en el vocabulario caló son busnó («extraño») o jambo («que no es de raza gitana»). El término jambo es utilizado comúnmente entre los gitanos de Baza y Granada. También se denomina calorro a los payos que adoptan costumbres o vestimentas gitanas, que proviene de caló y el sufijo -rro de connotaciones despectivas. 

### «Castellano»

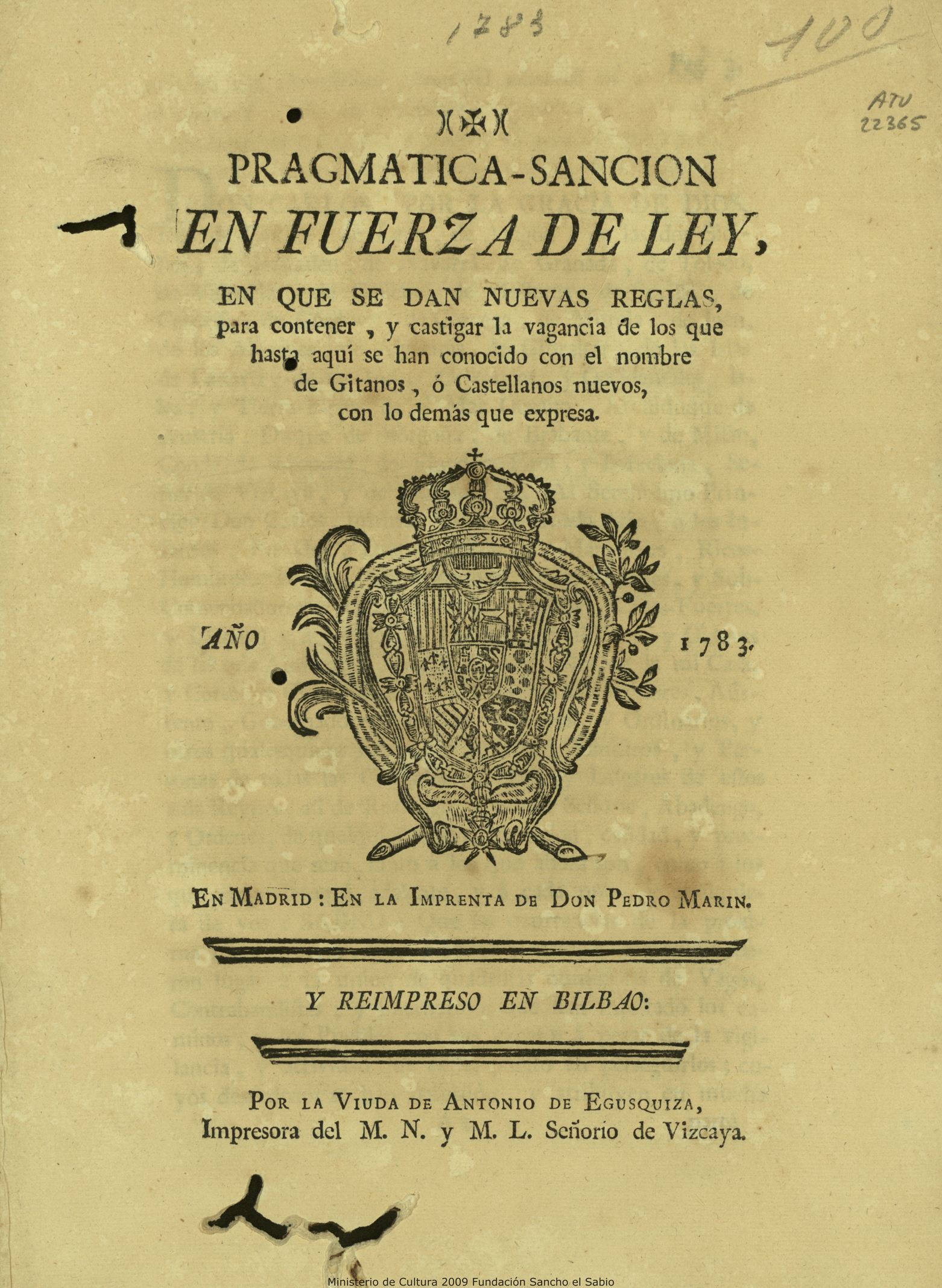
Pragmática Sanción de 1783: «para contener y castigar la vagancia de los que hasta aquí se han conocido con el nombre de gitanos o castellanos nuevos».

Durante el Antiguo Régimen, fue común en España diferenciar a los gitanos de los «castellanos». Esta es una autodenominación, es decir, que surge desde la propia comunidad no-gitana para diferenciarse de los romaníes, y no al revés. En cualquier caso, esta denominación tendría como objetivo la distinción entre la población «nativa» y la «extranjera». Este inherente racismo se convirtió con el tiempo en el principal obstáculo para la integración eficaz del pueblo gitano. Una de las preocupaciones del rey Carlos III durante su reinado fue la de convertir a los romaníes en «gente útil», reprimiendo cualquier expresión de su cultura (lengua, vestimenta, estilo de vida...) mediante la Pragmática Sanción de 1783, en las que específicamente prohibió los términos «gitano» y «castellano nuevo» por considerarlos «ofensivos y falsos, debiendo borrarse de los documentos en que se hubiesen puesto o pusiesen». De esta manera, se conseguía invisibilizar de manera legal a una población en el país culturalmente distinta a la nativa.  
Aun así, los términos gitano vs. castellano no desaparecieron. Castellano se mantuvo como la forma más común de referirse a los no-gitanos (y a los españoles, en general) mientras Castilla fue el centro socioeconómico de la península, y no sería hasta la industrialización del siglo XIX, ocurrida en las periferias catalana, vasca, valenciana...etc., que dejaría de usarse tan asiduamente. En este contexto, las regiones castellanas de España se mantendrían esencialmente rurales, y castellano se seguiría usando para referirse a los no-gitanos del entorno rural, como «prototipo del castellano puro» (Corominas y Pascual, 1989).

### «Gachó» y variantes
El uso del término «payo» se da únicamente entre los gitanos de España. En cambio, entre los gitanos del resto de Europa y los de Latinoamérica se ha difundido el término gadjo (/gad͡ʒo, gaʒo/, como en inglés y francés, gadjo; en polaco, gadzio; en ruso, Гаджо; en portugués, gajo; en las lenguas balcánicas, gadžo etc. también encontrado como gažó, gorgio, gorja... y muchas otras ortografías más), que los gitanos de la península ibérica traducen por masc. gachó / fem. gachí.
En Andalucía, gaché hace referencia específicamente a los andaluces, mientras que payo a los españoles en general o a una «persona sin gracia». En la lengua erromintxela, antiguamente hablada entre los gitanos de Euskadi, se usaba el término egaxo, egaxu u ogaxo.
Entre los gitanos lom (o bosha), es decir, los gitanos de Armenia, Georgia y Turquía, se les llama gaca a los no-gitanos. Según el académico Richard Pischel (1873), también el pueblo nómada indopakistaní changar (quienes tienen un origen común con los romaníes) llama gaca a alguien ajeno. Entre los gitanos dom, es decir, los gitanos de los países árabes, se puede encontrar como kaǧǧã o kadža, términos que han sufrido un ensordecimiento de la oclusiva velar (/g→k/), proceso fonético típicamente árabe. 
No se sabe el origen exacto de esta palabra pero se presupone que proviene del protorromaní *gavja, «habitante de una aldea» (de gav, «aldea»; compárese con el hindi गांव gāmv «aldea»). Otra teoría lo traza al sánscrito गार्ह्य gārhya, a su vez del prácrito 𑀕𑀚𑁆𑀛 gajjha, 'doméstico' (o bien, 'de la casa', ya que 'casa' se dice गृह gṛhá).
En lengua rumana, gagiu/gagic y gagicã son equivalentes a 'novio' y 'novia' respectivamente, mientras que en el idioma escocés, el término gadgie ha pasado a referirse coloquialmente a cualquier persona en general.

### «Civil» y variantes
Las diferentes palabras gitanas para referirse a alguien no-gitano sugieren una relación entre militares y civiles. Esta distinción podría provenir del término prácrito mencionado antes, gajjha, que también puede significar 'persona no-militar', es decir, 'civil'. Este uso se ve reflejado en las palabras serbia e italiana para 'civil' o 'no-militar' (civil y borghese respectivamente), que son a menudo usadas por los gitanos de Eslovenia e Italia para referirse a las personas ajenas a su comunidad.Otro ejemplo lo da el cantaor Chiquetete en su sevillana «Carmen La De Triana» (1980), donde «civiles y gitanos» se asoman a las esquinas para ver a la cigarrera.
Incluso entre los gitanos de los Estados Unidos a veces se usa civilian como forma alternativa a gadjo.

## Lectura complementaria
- Hernández Viudes, E.; Fernández Molina, C. «Instituciones coloniales: síndrome del salvador payo». ctxt.es | Contexto y Acción. Consultado el 23 de diciembre de 2020.
- Arriaga Landeta, M. (2002). «El propio y el extraño: una aproximación sociológica al choque cultural payo - gitano». O Tchatchipen: lil ada trin tchona rodipen romani (Revista trimestral de investigación gitana) (37): 18-29. ISSN 1133-6420. Consultado el 23 de diciembre de 2020.
- «Cante flamenco, ¿payo o gitano? Parte I». El Castillo de San Fernando:  Noticias de La Isla. 5 de junio de 2014. Consultado el 23 de diciembre de 2020.
- Calvo Buezas, T. (28 de enero de 1984). «Payos y gitanos». El País. ISSN 1134-6582. Consultado el 23 de diciembre de 2020.
- Iribarren, M. C. (2008). «Gitanos y payos. Dos mundos y dos ideas sobre la libertad en La Gitanilla». Thémata Revista de filosofía (40). Consultado el 22 de diciembre de 2020.

- Hancock (2010). Danger! Educated Gypsy: Selected Essays (en inglés). University of Hertfordshire Press. ISBN 978-1902806990. Consultado el 27 de diciembre de 2020.

- Datos: Q1143834